# William Shaner
William Shaner (Colorado Springs, 25 aprile 2001) è un tiratore a segno statunitense, vincitore di una medaglie d'oro ai Giochi olimpici.

## Palmarès
- Giochi olimpici

Tokyo 2020: oro nella carabina 10 metri aria compressa
- Campionati mondiali

Changwon 2018: bronzo nella carabina 50 metri a terra.